# Blue Bell Hill
Blue Bell Hill bezeichnet eine kleine Ortschaft in der Grafschaft Kent in Südost-England auf einem gleichnamigen Berg gelegen. Auf diesem Berg finden sich noch in der Nachbarschaft der Ortschaft Blue Bell Hill die Siedlung Walderslade als Vorstadt von Chatham und die Siedlung Kit's Coty. Blue Bell Hill, Kit's Coty und die südlichen Teile von Walderslade gehören zur Gemeinde Aylesford im Bezirk Tonbridge and Malling. Die übrigen Anteile von Walderslade gehören zum Bezirk Medway. Die Städte Chatham, Rochester Richtung Norden und Maidstone im Süden sind in der Nähe gelegen, Burham ist im Tal des Flusses Medway in direkter Nachbarschaft.

## Der Ortsname
Der Name Blue Bell Hill für den Berg und die Siedlung wurde erst ab ca. 1820 allgemein gebräuchlich. Vorher wurde die Gegend Boxley Hill genannt. Eine erste Erwähnung des heutigen Namens erfolgte allerdings schon im Jahre 1775 in den Notizen eines William Hervey, der auf dem Boxley Hill einen Baum namens Blue Bell in der Nähe einer Kneipe am Wegesrand beschreibt. Man geht heute davon aus, dass der Baum nach der Kneipe benannt wurde, da es damals üblich war, dass Kneipen eine blau bemalte Glocke hatten. Man nimmt an, dass dies schon der Standort der später als The Upper Bell bezeichneten Gastwirtschaft war.
Auch in den archäologischen Grabungsprotokollen aus den Jahren 1830/31 sowie 1844 wird noch der Name Boxley Hill gebraucht.

## Die Umgebung

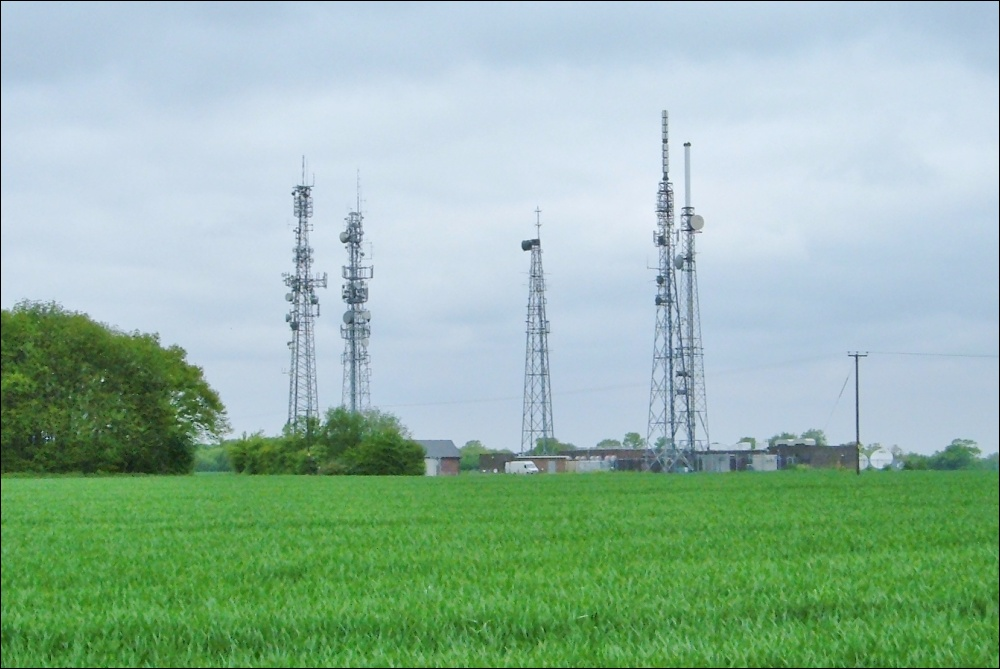
Sendestation Bluebell Hill transmitting station.

Der Berg, auf dem die Ortschaft sich befindet, ist ein Massiv aus Kreide in den North Downs und gehört zum Einzugsgebiet des River Medway. Im 18. und 19. Jahrhundert fanden dort umfangreiche Steinbrucharbeiten zur Gewinnung des dortigen Kalkes statt. Zwei Steinbrüche sind auch hinsichtlich ihres Fossilienbestandes untersucht worden. Lower Culand Pit beinhaltet eher graue Kalke, wohingegen Upper Culand Pit in eine etwas 60 m dicke Schicht, die aus weißem Kalk besteht, hineingegraben wurde. Es überwiegen Fossilien von Fischen, die nach dem Fundort als „Blue Bell Hill“ bzw. „Burham“ bezeichnet werden. Im Nachbarort Burham befindet sich Zementindustrie.
Der Berg umfasst ein ca. 5 ha großes Naturreservat, das vom Kent Wildlife Trust verwaltet wird. Wegen der für schützenswert erachteten Gegend ist sie Teil der Kent Downs Area of Outstanding Natural Beauty sowie von Wouldham to Detling Escarpment Sites of Special Scientific Interest. Die Gegend wird im Nature Conservation Review als Grade I -Kategorie eingestuft.
Derweil der Fußweg North Downs Way den Gipfel des Berges quert und eine Fläche als Rastplatz ausgewiesen ist, befindet sich der prähistorische Wanderweg Pilgrims’ Way am Fuße des Berges.
Auf dem Berg befinden sich die Funkmasten der Sendestation Bluebell Hill transmitting station und ein Weinberg.

## Archäologie

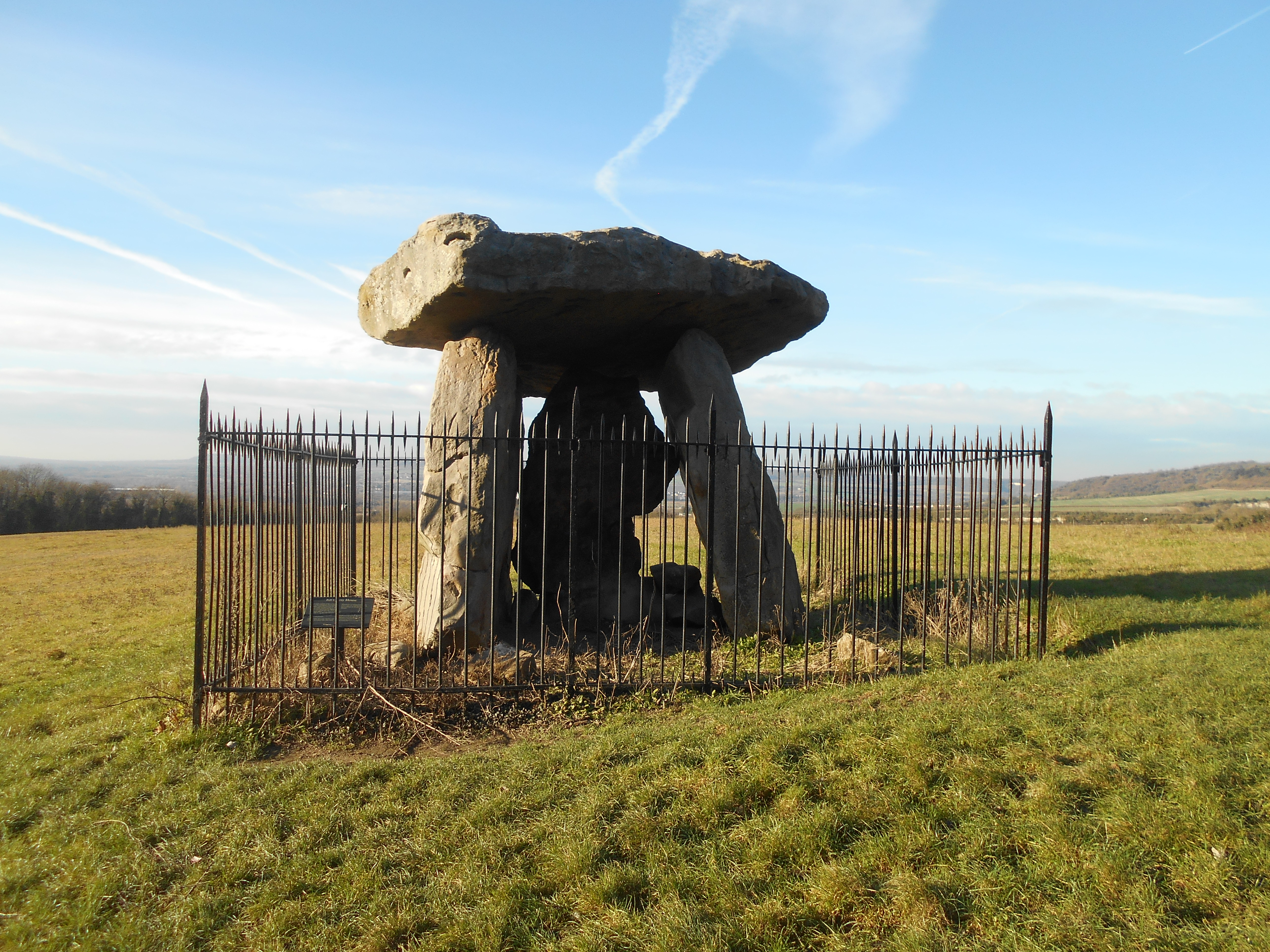
Kit's Coty, eine Grabkammer auf den Abhängen von Blue Bell Hill. Im Hintergrund das Tal des Medway.

Blue Bell Hill ist bekannt für die Medway Tombs. Es handelt sich um die östliche Anordnung der Medway Megalithen, die Kit's Coty House und die Countless Stones umfassen. Kit's Coty House und Little Kit's Coty House waren unter den ersten Denkmälern, die in England unter behördlichen Schutz gestellt wurden. Dies geschah auf Anraten von General Augustus Henry Lane Fox Pitt-Rivers, der erste Beauftragte für Altertümer (Inspector of Ancient Monuments). Seit 2011 befinden sich beide Denkmäler in der Pflege durch English Heritage.
Der Blue Bell Hill Dolmen war eine Gruppe neolithischer Kammergräber, wie sie in Kent gefunden wurden und heute nicht mehr existieren. Ihre genaue Verortung ist nicht mehr bekannt, aber sie müssen auf dem Blue Bell Hill gewesen sein und werden den Medway Megaliths zugeordnet. Sie waren am ehesten nördlich von Kit's Coty House. Einige Fragmente haben sich erhalten. Die Erforschung fand wohl im Jahre 1844 statt und zog sich bis in das 20. Jahrhundert. Drei Sandsteine befinden sich im Museum von Maidstone und bildeten wohl eine Gruppe von sieben Steinen, die die Wand einer Grabkammer bildeten. Ein Deckenstein wurde zwischen diesen Steinen gefunden. Nicht erhalten sind der darin enthaltene Skelettfund und Reste von Tonscherben. Eine Umrandung aus kleineren Steinen und eine rundliche Grube wurden ebenfalls gefunden, die in den kalkigen Untergrund gegraben war und mit Feuersteinen gefüllt war. Einheimische berichteten von zahlreichen derartigen Gruben, deren Inhalt teilweise genutzt wurde damit Straßenbeläge herzustellen. Aufgrund dieser Angaben wird die Existenz weiterer Kammergräber angenommen.
Im Rahmen des Baues des Channel Tunnel Rail Link wurden die heute schwer zugänglichen White Horse Stones ausgegraben, die mit einem prähistorischen Gräberfeld in Verbindung gebracht werden. Die 300 m westlich gelegenen kleinen White Horse Stones wurden bereits 1823 zerstört.
Reste einer römischen Anlage wurden auf dem Berg in der Nähe zu Kit's Coty gefunden. Es handelt sich hierbei um einen mutmaßlichen Tempel. Es wurden dort Reste verbrannten Holzes, ein Skelett, Münzen sowie weitere Kleinteile gefunden.

## Verkehr und Infrastruktur

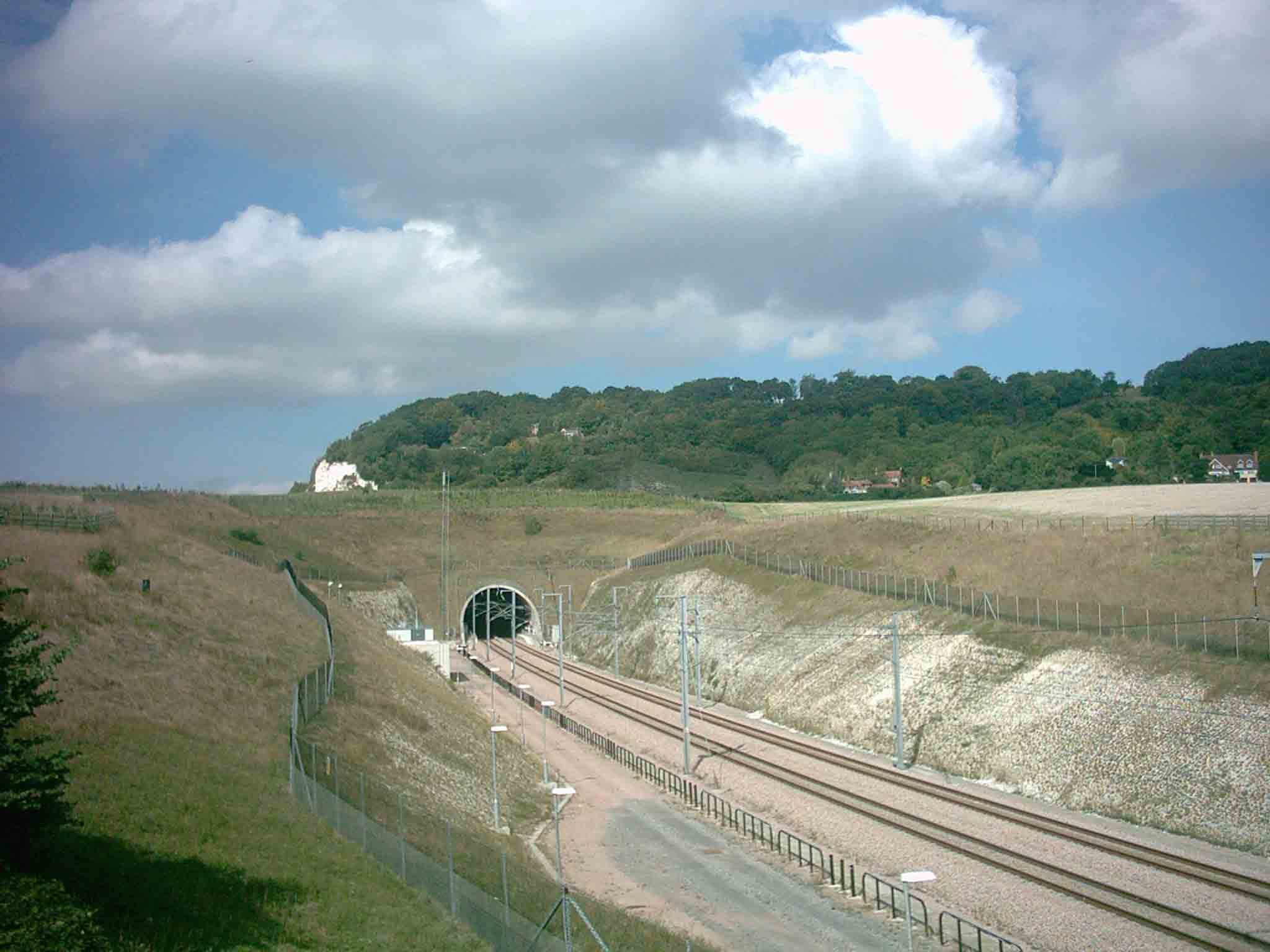
North Downs Tunnel

Die Schnellstraße A229 folgt dem Verlauf der ehemaligen Römerstraße und verläuft über den Berg und verbindet die Autobahnen M2 und M20. Die Hochgeschwindigkeitstrasse High Speed 1 untertunnelt den Berg im North Downs Tunnel, bei dessen Bau ein neolithisches Langhaus entdeckt wurde. Zudem befindet sich in Blue Bell Hill ein Pendlerparkplatz für Berufspendler nach London. Weiterhin verfügt die Gemeinde über eine Zahnklinik, seit 1959 ein Krematorium an der Robin Hood Lane, eine Grundschule, ein Tonaufnahmestudio und eine 1926 errichtete und 2011 erneuerte Gemeindehalle.

### Gemeindeleben
Die Kirche St. Alban's wurde 1931 begründet und gehörte zur Gemeinde von Aylesford. 1959 ging die Zuständigkeit über auf die Gemeinde St.'Stephens in Chatham. 1997 entstand die Gemeinde Holy Trinity in Chatham, zu der die Kirche St. Alban's gehört. Sie bedient inzwischen die sowohl die anglikanische Gemeinde, die der Diözese von Rochester untersteht, als auch die Gemeinde der Methodisten. Die Church of England und die Gemeinde der Methodisten betreiben das Kirchengebäude in Partnerschaft.
Die Orgel aus der Kirche St. Alban's befindet sich inzwischen in Neermoor in Ostfriesland und gehört zur Ausstattung der altreformierten Kirche ebenda.

### Sport
Auf der Gemarkung von Blue Bell Hill befindet sich eine heute als Sportstätte mit Freizeitpark genutzte Ausbildungsstätte für Pfadfinder mit sportlichen Aktivitäten wie Klettern und Schießsport und Orientierung im Gelände sowie auch Indoor-Aktivitäten. Buckmore Park Scout Centre war im Nordwesten der Gemeinde gelegen und musste aber teilweise Baumaßnahmen für die Autobahn M2 und die Trasse der Schnellbahn High Speed 1 weichen. Finanzielle Probleme führten zur Übernahme der Anlage durch das Kingsway International Christian Centre im Jahre 2013.
Auf dem Gelände befindet sich mit dem Buckmore Park Kart Circuit auch eine bekannte Ausbildungsstätte für Rennfahrer, die auch eine Formel-1-taugliche Rennstrecke beinhaltet. Diese Rennstrecke wird inzwischen unabhängig von der teilweise in das Naturschutzgebiet überführten Padfinderanlage betrieben. Die Rennstrecke und der Sportpark stehen mit bekannten Sportlern wie Johnny Herbert, Jenson Button und Lewis Hamilton wie auch Ron Dennis in Verbindung.

## Historische Gaststätten

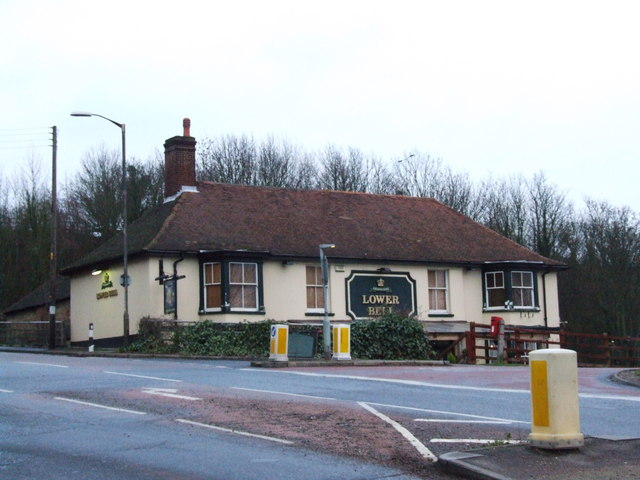
The Lower Bell in 2008

Die heutige A229 wird im 18. Jahrhundert als eine mautpflichtige Straße erwähnt. An dem Abschnitt der A229 bei dem heutigen Blue Bell Hill befanden sich zwei korrespondierende Kneipen. Es waren dies Lower Bell am Schnittpunkt der heutigen A229 mit dem ebenfalls dor befindlichen Pilgrims’ Way. und The Upper Bell auf der Anhöhe in der heutigen Ortschaft.
Der Standort von Lower Bell ist bereits 1790 auf einer alten Wegekarte vermerkt im Zusammenhang mit der Mautstraße für Gefährte. Auch 1832 ist der Standort bereits auf einer Karte von Kent vermerkt. Der heutige Baubefund stammt allerdings aus dem Jahre 1865. In der Gaststätte Lower Bell hat sich ein kulturelles Leben entwickelt mit u. a. auch Live-Musik und Jam-sessions.
Eine Erwähnung einer Kneipe auf der Anhöhe von Boxley Hill – dem früheren Namen der Anhöhe – wird mit einem Vorläufer von The Upper Bell in Verbindung gebracht. Wegen der gesunkenen Nachfrage bedingt durch den Ausbau der A229 als Südumgehung und der dadurch bedingten Schließung der direkten Straßenverbindung 2003 wurde die Gaststätte The Upper Bell im März 2005 geschlossen und 2013 abgerissen.
Der geschichtliche Hintergrund war, dass der Weg zwischen Talsohle und Anhöhe so schmal war, dass zwei Gespanne oder Pferde im Gegenverkehr nicht passieren konnten, so dass die beiden Stationen sich durch Glockensignal verständigten, dass die Straße auf der jeweiligen Seite freigegeben werden konnte.

## Volkstümliche Überlieferungen
Die Gegend um Blue Bell Hill und die Abschnitte der alten und der neuen A229 von Lower Bell bis zur Robin-Hood-junction – dem Schnellstraßenkreuz der A229 mit der Autobahn M2 – soll reich an Geistererscheinungen sein, die durch einen Heimatforscher auch umfangreich dokumentiert und auf historische Bezüge aufgeklärt wurden. Diese Erscheinungen sollen sich im Spätherbst und im Hochsommer häufen. Es wird über das Phänomen sog. vanishing hitch-hikers oder Phantom-Anhalterinnen gesprochen, weiße Frauen und auch schwarze Erscheinungen. Die A229 wird daher im Volksmund auch als „Britains most haunted road“ bezeichnet.
In direkter Nähe zu The Lower Bell hat sich im November 1965 ein schwerer Autounfall mit einer kurz vor der Verheiratung stehenden Frau und ihren drei Begleiterinnen im Fahrzeug ereignet. Die Beifahrerin starb noch am Unfallort, zwei weitere Insassen verstarben im Krankenhaus und die Vierte überlebte schließlich genesen. Die Fahrerin und die Beifahrerin werden mit in der Umgebung von Lower Bell meist im November oder Dezember berichteten Erscheinungen in Zusammenhang gebracht. Im Jahre 1968 hat ein Journalist nach erfolglos über Monate nach Zeugen des Ereignisses gesucht, um daraus einen Bericht für die Maidstone Gazette zu fertigen. Zum fünfzigsten Jahrestag des Unfalles im Jahre 2015 fand in Lower Bell ein Treffen von Geistergläubigen statt, die verschiedene Geistergeschichten diskutiert hatten, zudem wurde ein Kurzfilm mit dem Titel The Ghost of Blue Bell Hill über die Ereignisse dort gefertigt.
Auch um die Lokalität von The Upper Bell haben sich Überlieferungen um kriminelle Handlungen, menschliche Schicksale und Liebeskummer gebildet, die auch teilweise sogar schriftlich festgehalten wurden. Auch im Ortsgebiet von Blue Bell Hill selbst werden Erscheinungen berichtet.
Im Juli sollen sich um das Schnellstraßenkreuz zu der Autobahn M2 Erscheinungen häufen. Sie werden ebenfalls mit einer kurz vor der Verheiratung stehenden jungen Arbeitertochter aus Blue Bell Hill in Verbindung gebracht. Sie fiel im Juli 1916 vermutlich einem Sexualtäter zum Opfer. Ihre Überreste wurden in Burham auf den Friedhof von St. Mary’s bestattet, wobei heute die Grabstelle nicht mehr auffindbar ist. Es wird immer wieder von Anhalterinnen berichtet, die sich nachts zum Friedhof ebenda bringen lassen. Seit der ersten Hälfte des vergangenen Jahrhunderts werden Erscheinungen berichtet, die sich im Sommer häufen sollen.
Wegen der Häufung von Kultstätten aus verschiedenen Zeiten in dieser Gegend gehen Heimatforscher davon aus, dass diese Gegend schon immer mystische Überlieferungen hatte.

## Weiterführende Literatur
- Frances Lynch: Megalithic tombs and Long Barrows in Britain. Shire, Princes Risborough 1997, ISBN 0-7478-0341-2 S. 55 (Shire archaeology 73).
- Robin Holgate: The medway Megaliths and Neolithic Kent. In. Archaeologia Cantiana.97 1081 S. 221–234.
- Sean Tudor: The Ghosts of Blue Bell Hill & other Road Ghosts, White Ladies Press, 2017, ISBN 978-0-9957363-1-3